# Rullepølse

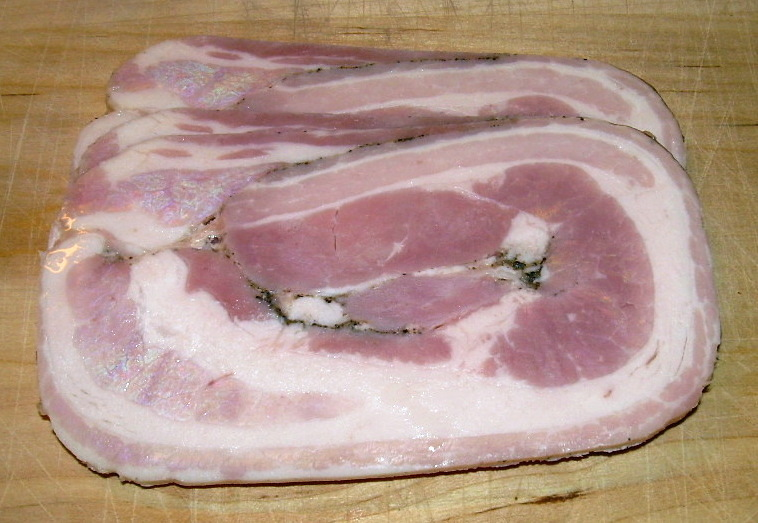
Rullepølse.

Rullepølse ("salsicha enrolada", em Dinamarquês) é uma iguaria típica da Dinamarca. Consiste num pedaço de barriga de porco, que começa por ser alisado e polvilhado com ervas aromáticas e outros temperos, sendo depois enrolado. Existem também variantes com carne de bovino ou ovino. Por fim, é cozido e é-lhe dada uma forma rectangular, numa prensa especial, sendo, em seguida, arrefecido e cortado em fatias finas, como uma carne fria (designada em Dinamarquês por pålæg). 

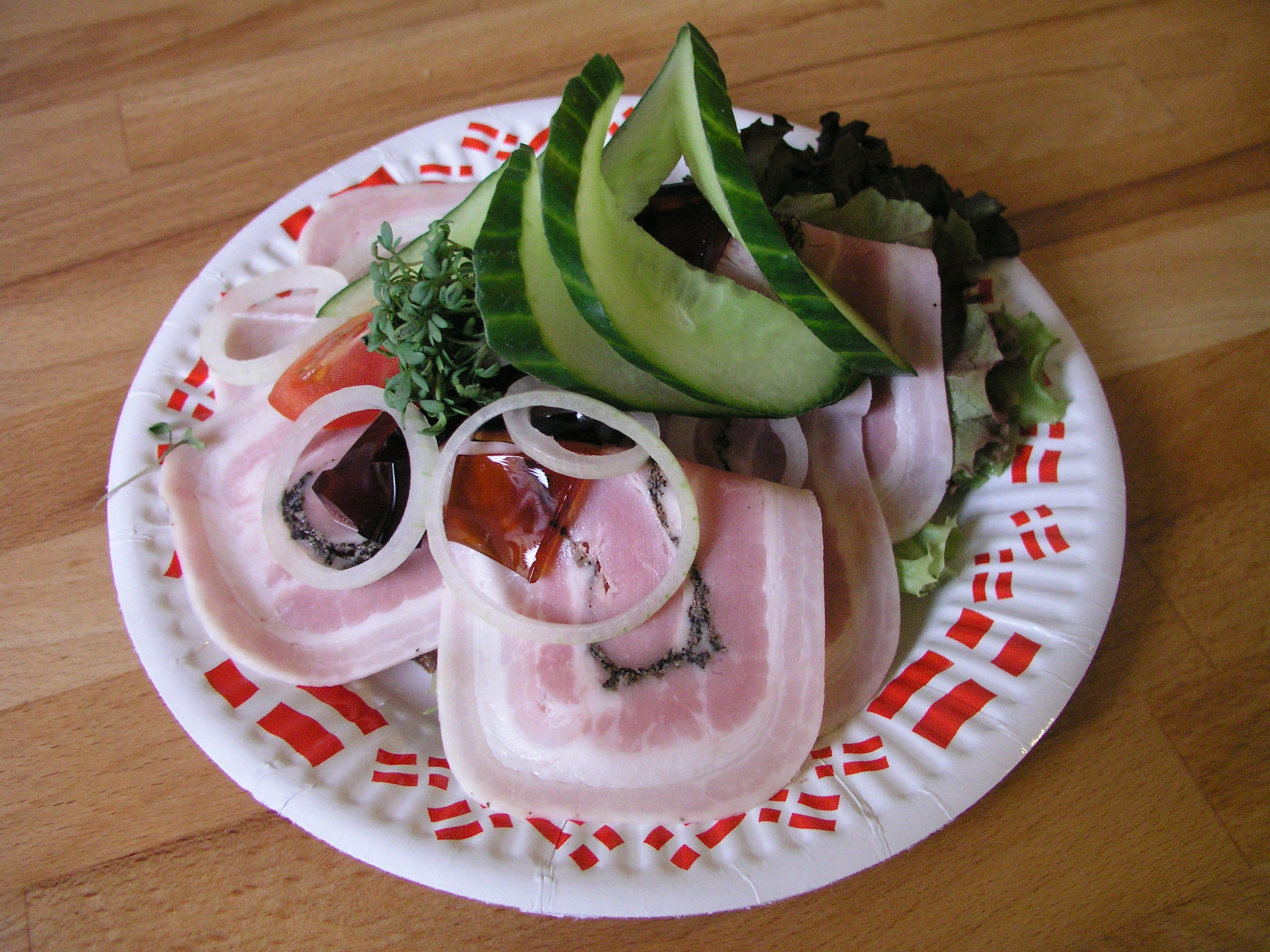
Fatias de rullepølse usadas em smørrebrød, com pepino.

É usado em sanduíches de estilo dinamarquês (apenas com uma fatia de pão, conhecidas como smørrebrød), normalmente com rodelas de cebola crua.
O rullepølse também existe na Noruega, onde é preparado com borrego.